# Ratpenat de ferradura de Blyth
El ratpenat de ferradura de Blyth (Rhinolophus lepidus) és una espècie de ratpenat de la família dels rinolòfids. Viu a l'Afganistan, Bangladesh, Cambodja, la Xina, l'Índia, Malàisia, Myanmar, el Nepal, el Pakistan, Tailàndia i el Vietnam. El seu hàbitat natural són tant en els boscos secs i humits com zones marginals. No hi ha cap amenaça significativa per a la supervivència d'aquesta espècie, tot i que està afectada en algunes parts de la seva àrea de distribució de l'Índia, aquesta espècie està amenaçada a causa de la pertorbació de les zones de descans per la conversió d'antigues fortaleses i havelis d'hotels com a part de les activitats de desenvolupament relacionades amb el turisme.